# Антальяспор
«Антальяспо́р» (тур. Antalyaspor Kulübü) — турецький футбольний клуб з Анталії. Виступає в вищому дивізіоні — Турецькій Суперлізі.

## Історія
Клуб Антальяспор виник 2 липня 1966 року після об'єднання трьох місцевих команд (Єнікапі СуСпор, Ілк Ішикспор і Феррокромспор) як професіональний футбольний клуб міста Анталії. Спершу клуб виступав у нижчих лігах чемпіонату Туреччини, а в сезоні 1981—1982 команда зайняла перше місце в групі й отримала право виступати в Суперлізі.

## Досягнення
- Фіналіст кубка Туреччини: 2000, 2021

## Відомі гравці
- Омер Чаткич
- Рюштю Речбер
- Самюель Ето'о